# Semiothisa infusata
Semiothisa infusata är en fjärilsart som beskrevs av Achille Guenée 1858. Semiothisa infusata ingår i släktet Semiothisa och familjen mätare. Inga underarter finns listade i Catalogue of Life.